# Olympische Winterspiele 2018/Teilnehmer (Estland)
| Gelbes Symbol für Goldmedaillen mit stilisierten Olympischen Ringen | Graues Symbol für Silbermedaillen mit stilisierten Olympischen Ringen | Braundes Symbol für Bronzemedaillen mit stilisierten Olympischen Ringen |
| ------------------------------------------------------------------- | --------------------------------------------------------------------- | ----------------------------------------------------------------------- |
| —                                                                   | —                                                                     | —                                                                       |

Estland nahm an den Olympischen Winterspielen 2018 mit 22 Athleten in sechs Disziplinen teil, davon 17 Männer und 5 Frauen. Fahnenträgerin bei der Eröffnungsfeier war Saskia Alusalu.

## Teilnehmer nach Sportarten

### Biathlon
Johan Talihärm war als Reservist nominiert und kam nicht zum Einsatz.
| Athleten                                           | Wettbewerbe        | Zeit        | Fehler          | Rang |
| -------------------------------------------------- | ------------------ | ----------- | --------------- | ---- |
| Männer                                             |                    |             |                 |      |
| Kalev Ermits                                       | 10 km Sprint       | 25:07,2 min | 2 (2+0)         | 36   |
| Kalev Ermits                                       | 12,5 km Verfolgung | 37:43,0 min | 6 (1+3+0+2)     | 41   |
| Kalev Ermits                                       | 20 km Einzel       | 51:43,6 min | 2 (1+0+1+0)     | 32   |
| Kauri Kõiv                                         | 10 km Sprint       | 26:23,3 min | 3 (2+1)         | 76   |
| Kauri Kõiv                                         | 20 km Einzel       | 54:36,4 min | 3 (0+0+0+3)     | 68   |
| Roland Lessing                                     | 10 km Sprint       | 25:19,7 min | 2 (1+1)         | 41   |
| Roland Lessing                                     | 12,5 km Verfolgung | 38:54,4 min | 7 (2+1+3+1)     | 53   |
| Roland Lessing                                     | 20 km Einzel       | 54:46,0 min | 4 (0+1+2+1)     | 70   |
| Rene Zahkna                                        | 10 km Sprint       | 26:19,9 min | 3 (1+2)         | 75   |
| Rene Zahkna                                        | 20 km Einzel       | 54:20,1 min | 4 (1+1+1+1)     | 65   |
| Kalev Ermits Kauri Kõiv Roland Lessing Rene Zahkna | 4 × 7,5 km Staffel | 1:22:26,4 h | 3+15 (1+5 2+10) | 13   |
| Frauen                                             |                    |             |                 |      |
| Johanna Talihärm                                   | 7,5 km Sprint      | 22:27,0 min | 1 (0+1)         | 22   |
| Johanna Talihärm                                   | 10 km Verfolgung   | 33:34,7 min | 4 (0+1+2+1)     | 26   |
| Johanna Talihärm                                   | 15 km Einzel       | 46:44,0 min | 3 (1+2+0+0)     | 50   |

### Eisschnelllauf
| Männer      |        |             |    |
| Marten Liiv | 1000 m | 1:09,75 min | 18 |
| Marten Liiv | 1500 m | 1:50,23 min | 33 |

| Athleten       | Wettbewerbe | Halbfinale | Halbfinale | Finale | Finale | Rang |
| Athleten       | Wettbewerbe | Punkte     | Rang       | Punkte | Rang   | Rang |
| -------------- | ----------- | ---------- | ---------- | ------ | ------ | ---- |
| Frauen         |             |            |            |        |        |      |
| Saskia Alusalu | Massenstart | 3          | 7          | 15     | 4      | 4    |

### Nordische Kombination
| Athleten            | Wettbewerb    | Skispringen | Skispringen | Langlauf    | Langlauf | Rang |
| Athleten            | Wettbewerb    | Punkte      | Rang        | Zeit        | Rang     | Rang |
| ------------------- | ------------- | ----------- | ----------- | ----------- | -------- | ---- |
| Männer              |               |             |             |             |          |      |
| Kristjan Ilves      | Normalschanze | 112,8       | 9           | 27:03,3 min | 38       | 16   |
| Kristjan Ilves      | Großschanze   | 114,0       | 16          | 27:08,3 min | 40       | 28   |
| Karl-August Tiirmaa | Normalschanze | 68,9        | 43          | 30:05,2 min | 41       | 43   |
| Karl-August Tiirmaa | Großschanze   | 89,3        | 34          | 30:02,0 min | 47       | 45   |

### Ski Alpin
| Athleten          | Wettbewerbe  | 1. Lauf     | 2. Lauf       | Gesamt        | Gesamt        |
| Athleten          | Wettbewerbe  | Zeit        | Zeit          | Zeit          | Rang          |
| ----------------- | ------------ | ----------- | ------------- | ------------- | ------------- |
| Frauen            |              |             |               |               |               |
| Anna Lotta Jõgeva | Riesenslalom | DNF         | ausgeschieden | ausgeschieden | ausgeschieden |
| Anna Lotta Jõgeva | Slalom       | 1:00,90 min | 59,61 s       | 2:00,51 min   | 48            |
| Männer            |              |             |               |               |               |
| Tormis Laine      | Riesenslalom | 1:15,70 min | 1:15,18 min   | 2:30,88 min   | 40            |
| Tormis Laine      | Slalom       | DNF         | ausgeschieden | ausgeschieden | ausgeschieden |

### Skilanglauf
| Frauen           |                 |             |    |
| Tatjana Mannima  | 10 km Freistil  | 28:37,0 min | 50 |
| Tatjana Mannima  | 15 km Skiathlon | 46:41,7 min | 56 |
| Tatjana Mannima  | 30 km klassisch | 1:34:27,7 h | 28 |
| Männer           |                 |             |    |
| Algo Kärp        | 50 km klassisch | 2:13:45,7 h | 17 |
| Karel Tammjärv   | 15 km Freistil  | 35:29,4 min | 22 |
| Karel Tammjärv   | 30 km Skiathlon | 1:19:25,2 h | 32 |
| Andreas Veerpalu | 15 km Freistil  | 37:16,2 min | 58 |
| Andreas Veerpalu | 30 km Skiathlon | 1:22:11,4 h | 47 |
| Andreas Veerpalu | 50 km klassisch | 2:21:13,2 h | 38 |

| Athleten                  | Wettbewerbe      | Qualifikation | Qualifikation | Viertelfinale | Viertelfinale | Halbfinale    | Halbfinale    | Finale        | Finale        | Rang |
| Athleten                  | Wettbewerbe      | Zeit          | Rang          | Zeit          | Rang          | Zeit          | Rang          | Zeit          | Rang          | Rang |
| ------------------------- | ---------------- | ------------- | ------------- | ------------- | ------------- | ------------- | ------------- | ------------- | ------------- | ---- |
| Frauen                    |                  |               |               |               |               |               |               |               |               |      |
| Tatjana Mannima           | Sprint klassisch | 3:28,57 min   | 39            | ausgeschieden | ausgeschieden | ausgeschieden | ausgeschieden | ausgeschieden | ausgeschieden | 39   |
| Männer                    |                  |               |               |               |               |               |               |               |               |      |
| Marko Kilp                | Sprint klassisch | 3:15,05 min   | 15            | 3:12,00 min   | 4             | ausgeschieden | ausgeschieden | ausgeschieden | ausgeschieden | 18   |
| Raido Ränkel              | Sprint klassisch | 3:17,88 min   | 31            | ausgeschieden | ausgeschieden | ausgeschieden | ausgeschieden | ausgeschieden | ausgeschieden | 31   |
| Karel Tammjärv            | Sprint klassisch | 3:22,68 min   | 52            | ausgeschieden | ausgeschieden | ausgeschieden | ausgeschieden | ausgeschieden | ausgeschieden | 52   |
| Marko Kilp Karel Tammjärv | Teamsprint       | −             | −             | −             | −             | 16:30,30 min  | 9             | ausgeschieden | ausgeschieden | 14   |

Anette Veerpalu gehörte zum Aufgebot, kam aber nicht zum Einsatz.

### Skispringen
| Athleten      | Wettbewerbe   | Qualifikation | Qualifikation | Qualifikation | 1. Durchgang  | 1. Durchgang  | 1. Durchgang  | 2. Durchgang  | 2. Durchgang  | 2. Durchgang  | Gesamt        | Gesamt        |
| Athleten      | Wettbewerbe   | Weite         | Punkte        | Rang          | Weite         | Punkte        | Rang          | Weite         | Punkte        | Rang          | Punkte        | Rang          |
| ------------- | ------------- | ------------- | ------------- | ------------- | ------------- | ------------- | ------------- | ------------- | ------------- | ------------- | ------------- | ------------- |
| Männer        |               |               |               |               |               |               |               |               |               |               |               |               |
| Artti Aigro   | Normalschanze | 81,5 m        | 80,0          | 55            | ausgeschieden | ausgeschieden | ausgeschieden | ausgeschieden | ausgeschieden | ausgeschieden | ausgeschieden | ausgeschieden |
| Artti Aigro   | Großschanze   | 121,5 m       | 86,8          | 39            | 107,0 m       | 79,4          | 48            | ausgeschieden | ausgeschieden | ausgeschieden | 79,4          | 48            |
| Kevin Maltsev | Normalschanze | 79,0 m        | 74,2          | 56            | ausgeschieden | ausgeschieden | ausgeschieden | ausgeschieden | ausgeschieden | ausgeschieden | ausgeschieden | ausgeschieden |
| Kevin Maltsev | Großschanze   | DSQ           | DSQ           | DSQ           | ausgeschieden | ausgeschieden | ausgeschieden | ausgeschieden | ausgeschieden | ausgeschieden | ausgeschieden | ausgeschieden |
| Martti Nõmme  | Normalschanze | 87,0 m        | 88,2          | 48            | 84,0 m        | 73,8          | 47            | ausgeschieden | ausgeschieden | ausgeschieden | 73,8          | 47            |
| Martti Nõmme  | Großschanze   | 114,0 m       | 77,2          | 44            | 118,0 m       | 96,5          | 43            | ausgeschieden | ausgeschieden | ausgeschieden | 96,5          | 43            |